# Acroporidae
Acroporidae (лат.) — семейство стрекающих отряда мадрепоровых кораллов.

## Описание
Представители этой группы составляют основу рифа. Они заселяют почти всю поверхность дна и встречаются как на защищенных, так и на открытых прибою участках. Некоторые виды образуют стелющиеся колонии с отдельными коническими отростками. Большинство же видов сильно разветвленные. Форма ветвей разнообразна: некоторые похожи на дерево с редкими пушистыми ветвями, другие напоминают оленьи рога. Если в результате шторма колония будет разломана, ее обломки могут дать начало новым колониям. Цвет коралла целиком обусловлен симбионтами — зооксантеллами. Обычно колонии бурые, грязно-зеленовато-бурые, реже малиновые, концы ветвей часто голубые, иногда могут быть и жёлтыми.

## Распространение
Anacropora, Astreopora и Montipora распространены в Индийском и Тихом океанах. Acropora является космополитическим и, как правило, доминируют в Индо-Тихоокеанских рифах. Род Enigmopora представлен единственным видом — Enigmopora darveliensis, найденным в Малайзии и Филиппинах.

## Классификация
По данным сайта WoRMS, на январь 2017 года в семейство включают 7 родов:
- Acropora Oken, 1815 [syn. Heteropora Ehrenberg, 1834]
- Alveopora Blainville, 1830
- Anacropora Ridley, 1884
- Astreopora  Blainville, 1830 [syn. Astraeopora Blainville, 1830]
- Enigmopora Ditlev, 2003
- Isopora Studer, 1878
- Montipora Blainville, 1830 [syn. Manopora Dana, 1846]